# DAF XF
Il DAF XF è un autocarro e trattore stradale prodotto da DAF a partire dal 1997 per sostituire il DAF 95. Esso appartiene alla categoria degli autocarri con masse totali da 18 a 44 t.

## Il contesto
La gamma XF, nel corso degli anni, è stata prodotta in quattro generazioni.

### DAF 95XF e XF95 (1997-2006)

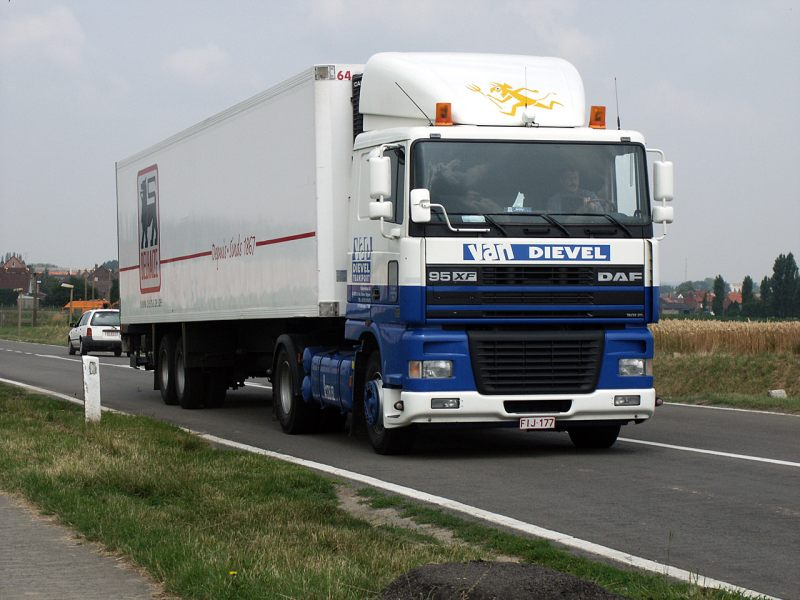
DAF XF (95XF)

Nel corso del 1997 iniziò la fabbricazione della serie 95XF, la quale era basata sul precedente modello DAF 95 al fine di permettere la riduzione dei costi. I motori 6 cilindri in linea Euro 2 comprendevano il Cummins da 14 litri quale top di gamma, e i nuovi motori DAF da 12,6 litri. Grazie allo sviluppo del 95XF, vi fu un'importante motivazione per la Paccar a rilevare il produttore DAF. Nel 1997, il DAF 95XF è stato votato International Truck of the Year 1998.
Nel 1999 col passaggio alle normative Euro 3 venne eliminato il motore Cummins.
Nel 2002 la serie fu aggiornata e venne cambiata la denominazione in XF95.

### DAF XF105 (2006-2013)

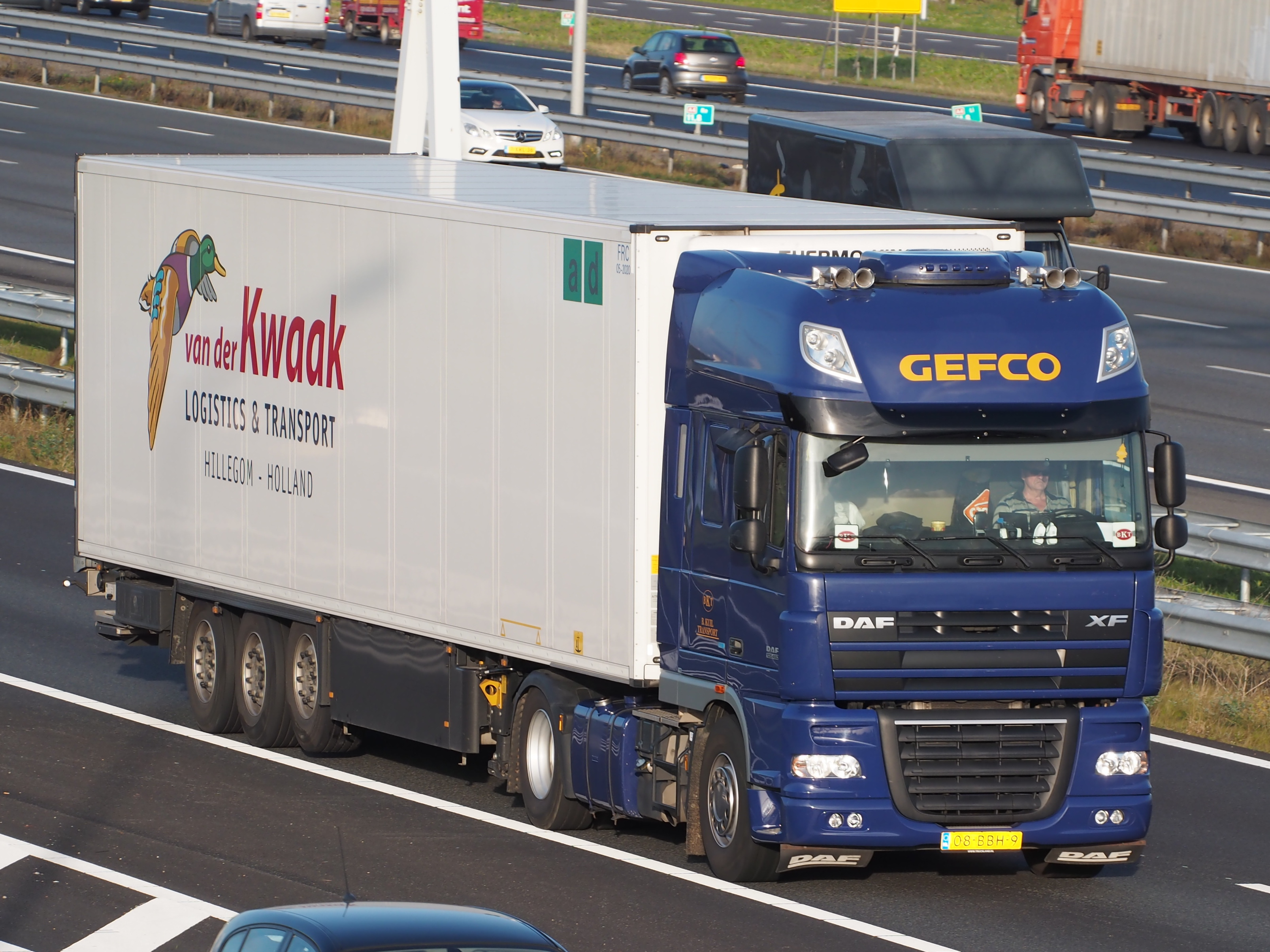
DAF XF (XF105)

La serie XF105, presentata nel 2005, venne prodotta dal 2006 al 2013 con la nuova cabina SuperSpaceCab, la quale aveva una grandezza superiore rispetto alla concorrenza europea e un design degli interni ristilizzato. Inoltre venne aggiunto una nuova motorizzazione diesel a sei cilindri in linea con 12,9 litri, 4 valvole per cilindro, intercooler e tecnologia SCR di Paccar da 510 CV, che soddisfaceva lo standard di emissione Euro 5. Nel 2006 il DAF XF105 è stato votato International Truck of the Year 2007.

### DAF XF Euro 6 (2013-2021)

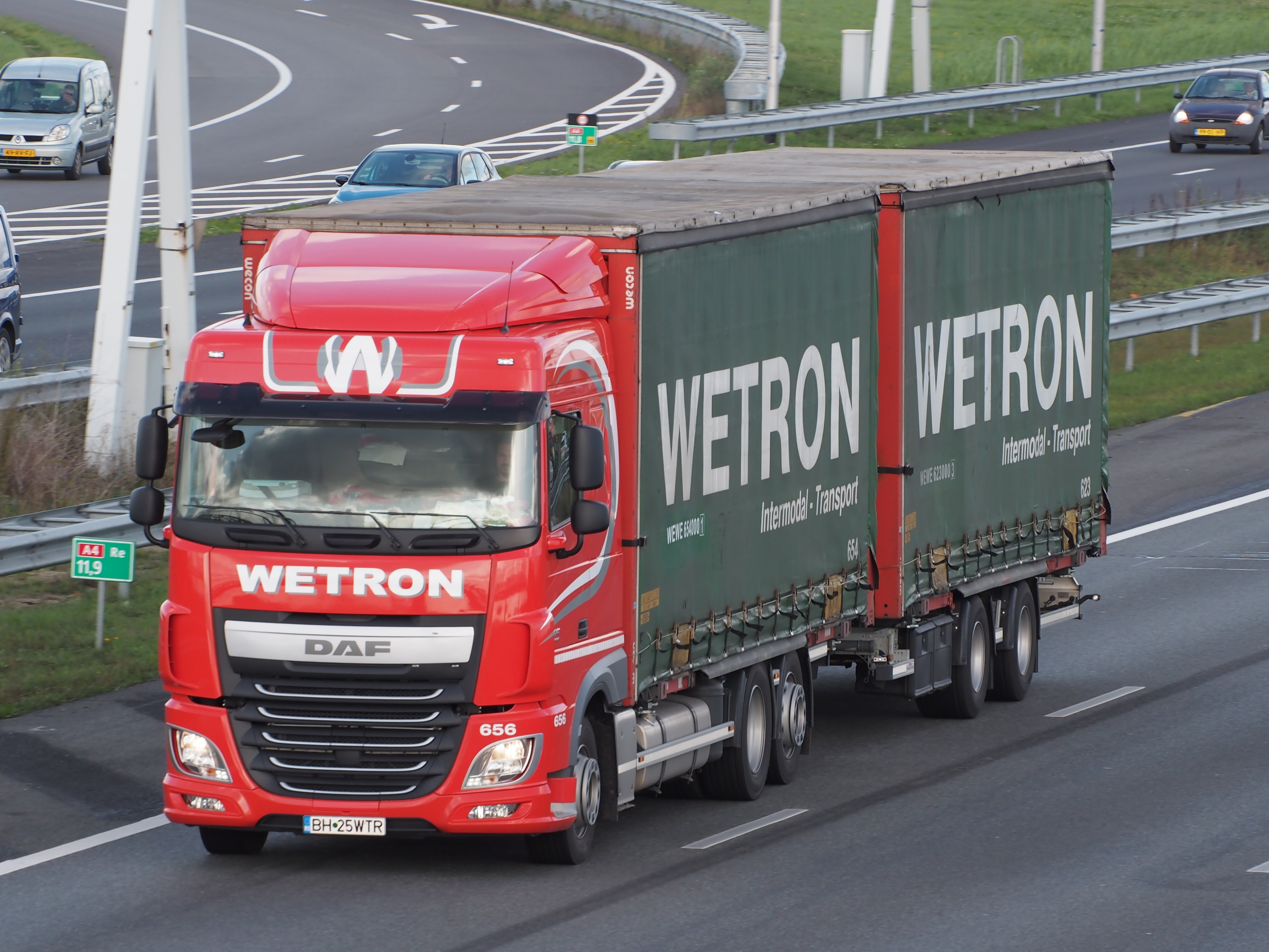
DAF XF (XF106)

Presentato all' IAA Commercial Vehicles di Hannovern nel 2012 ed entrato in produzione nel 2013, il DAF XF Euro 6 (noto anche come XF106), sostituisce la gamma del DAF XF105. Sebbene abbia diverse parti in comune con la versione antecedente, è stato migliorato il comfort di bordo, l'aerodinamica e i motori Paccar MX. Oltre all'inserimento di diversi sistemi d'ausilio alla guida, sono stati introdotti nuovi fanali a LED e il sistema SCR che ha permesso di soddisfare i requisiti della motorizzazione Euro VI. Le trasmissioni sono fornite dalla tedesca ZF Friedrichshafen con 12 o 16 velocità. 
Nell'autunno 2014 sono state introdotte le versioni aggiornate del 6x4, 8x2 e 8x4.
Nel 2017, in occasione del aggiornamento ai motori e al cambio, il DAF XF è stato votato International Truck of the Year 2018.

### DAF XF/XG/XG+ (2021-presente)
A ottobre 2021 inizia la produzione del DAF XF di nuova generazione, ora affiancato anche dalle versioni XG e XG+ dotate di cabine di maggiori dimensioni.
La gamma viene eletta International Truck of the Year 2022.

## Motorizzazioni
La gamma DAF XF106 presenta le seguenti motorizzazioni:
| Motore       | Cilindrata (l) | Potenza (kW) | Coppia (Nm) a (giri/min) |
| ------------ | -------------- | ------------ | ------------------------ |
| Diesel       |                |              |                          |
| PACCAR MX-11 | 10,8           | 220          | 1350 a 900–1400          |
| PACCAR MX-11 | 10,8           | 251          | 1500 a 900–1400          |
| PACCAR MX-11 | 10,8           | 270          | 1900 a 900–1125          |
| PACCAR MX-11 | 10,8           | 300          | 2100 a 900–1125          |
| PACCAR MX-11 | 10,8           | 330          | 2300 a 900–1125          |
| PACCAR MX-13 | 12,9           | 315          | 2300 a 900-1125          |
| PACCAR MX-13 | 12,9           | 355          | 2500 a 900-1125          |
| PACCAR MX-13 | 12,9           | 390          | 2600 a 1000-1460         |